# 皮拉赫河畔基希贝格
皮拉赫河畔基希贝格是奥地利下奥地利州圣帕尔滕兰县的一个市镇。总面积63.52平方公里，总人口3142人，人口密度49.5人/平方公里（2005年）。